# M.A.S.K.
M.A.S.K. (hierna gespeld als MASK) is een tekenfilmserie die werd geproduceerd door DIC Audiovisuel. Het bijbehorende speelgoed werd gefabriceerd door speelgoedfabrikant Kenner Products. In totaal werden er 75 afleveringen gemaakt in 1985 en 1986.

## De tekenfilmserie en het speelgoed
De serie was een van de vele uit de jaren tachtig die voornamelijk werden gemaakt om bijbehorende merchandise en speelgoed te kunnen verkopen. MASK (een acroniem voor Mobile Armored Strike Kommand) kan worden gezien als een kruising tussen de populaire tekenfilmseries G.I. Joe en Transformers uit hetzelfde decennium. De tekenfilm ging over een team geheim agenten, dat, onder leiding van Matt Trakker, vocht tegen de criminele organisatie V.E.N.O.M. (een acroniem voor Vicious Evil Network of Mayhem, hierna gespeld als VENOM). Mayhem is hier geen zelfstandig naamwoord, maar de achternaam van de baas van deze boosaardige organisatie. Zowel de leden van MASK als die van VENOM bezaten onopvallende auto's die konden transformeren in gevechtsvoertuigen en droegen helmen – masks genoemd – die superkrachten hadden.
De eerste speelgoedlijn (1985) bestond uit actiefiguren en voertuigen uit het eerste seizoen. De daarop volgende lijn (1986) was voornamelijk gebaseerd op voertuigen en hun bestuurders uit de latere afleveringen van seizoen één. Het tweede en meteen ook laatste seizoen van de tekenfilmserie speelde zich af op verschillende racecircuits. Er werden nieuwe agenten en voertuigen geïntroduceerd, die model stonden voor de derde speelgoedlijn. Een groot verschil met het eerste seizoen was dat de identiteit van Matt Trakker en zijn mensen bekend was bij de leden van VENOM. Seizoen twee bestond uit slechts tien afleveringen en is nooit in het Nederlands nagesynchroniseerd.
Voor de vierde speelgoedlijn kwam Kenner met een nieuwe variatie op het originele idee: de "Split Seconds". De voertuigen veranderden niet alleen, maar splitsten zich ook nog eens op in twee verschillende voertuigen, die respectievelijk werden bestuurd door een actiefiguur en zijn/haar holografische kloon (een doorzichtige versie van hetzelfde actiefiguurtje). Er is nooit een serie tekenfilms gebaseerd op deze vierde speelgoedlijn. Naast de speelgoedvoertuigen en de serie kwamen er verscheidene MASK-producten op de markt, zoals stickers, brooddozen en stripboeken.

## Stemmen
De originele stemmen werden ingesproken door:
- Doug Stone (Matt Trakker, Hondo MacLean, Dusty Hayes, Bruce Sato, Boris Bushkin, Nash Gorey, Bruno Sheppard, Maximus Mayhem);
- Mark Halloran (Buddie Hawks, Ace Riker, Sly Rax, Cliff Dagger, Duane Kennedy);
- Brendan McKane (Alex Sector, Floyd Malloy, Miles Mayhem, Jacques LaFleur, Nevada Rushmore);
- Graeme McKenna (Brad Turner, Calhoun Burns, Julio Lopez, T-Bob, Drone);
- Sharon Noble (Gloria Baker, MASK-computer, Vanessa Warfield);
- Brennan Thicke (Scott Trakker);
- Brian George (Lester Sludge, Ali Bombay).

De Nederlandse stemmen werden verzorgd door onder andere Hetty Heyting, Peter Lusse en Hero Muller. De serie werd uitgezonden door de TROS.

## Personages

### MASK-agenten
Matt TrakkerDe onverschrokken leider van MASK en de directeur van de filantropische instelling The Trakker Foundation. Zijn voertuigen zijn:
|  | ThunderhawkEen rode Chevrolet Camaro die in een gevechtsjet verandert. Matts masker Spectrum heeft meerdere mogelijkheden: levitatie en zweefvlucht, het uitzenden van supersonische en oorverdovende geluidsgolven en zicht in verscheidene spectra. RhinoEen bordeauxrode Kenworth-truck die in MASK's mobiele defensiebasis en commandopost transformeert. Het masker Ultra-Flash vuurt een desoriënterende energieflits af. Volcano (soms Volcano Van)Een monstertruck die verandert in een aanvalsvoertuig. Matt draagt het masker Lava-Shot dat brandende lava schiet. Goliath IEen formule 1-racewagen die gelanceerd wordt vanaf Goliath II en verandert in een jet. Matts bijbehorende masker Shroud veroorzaakt een donkere wolk die voorwerpen aan het zicht onttrekt. SkyboltEen straaljager die zich opsplitst in een supersonisch vliegtuig en een aanvalswagen. Het masker New Spectrum projecteert Matts holografische kloon. |

Hondo MacLeanDe Afro-Amerikaanse wapenexpert en tactisch strateeg, die zich heeft gespecialiseerd in de historie van het oude Rome. Beroep: geschiedenisleraar in het voortgezet onderwijs.
|  | FirecrackerEen Chevy C10 Stepside pick-up die verandert in een verkenningsvoertuig. Achter op het voertuig zit een motorfiets en geklemd en een reserveband met spikes die gelanceerd kan worden. Hondo's bijbehorend masker Blaster creëert een verzengende straal energie. Hurricane (soms Nightstalker)Een met vlammen beschilderde Chevrolet Bel Air uit 1957 die transformeert in een zeswielige bewapende commandopost met een reservewiel dat als projectiel kan worden gebruikt. Het masker Blaster II werkt hetzelfde als Hondo's andere masker. |

Buddie "Clutch" HawksEen meester in vermommingen en het verkrijgen van informatie. Hij heeft contacten in de onderwereld. Beroep: monteur. Als actiefiguurtje werden hij en zijn masker Penetrator meegeleverd bij de Boulder Hill-speelset.
|  | FirecrackerAlleen of als bijrijder naast Hondo MacLean. Voor beschrijving, kijk onder Hondo MacLean. Dankzij zijn masker Penetrator heeft Buddie de mogelijkheid om dwars door vaste voorwerpen heen te lopen. WildcatEen sleepwagen die transformeert in een mobiele surveillance-unit. Zijn bijbehorende masker Ditcher graaft holtes in de grond en haalt zand en stenen naar boven. |

Dusty HayesStuntrijder voor zowel land- als watervoertuigen, met kennis van het Wilde Westen. Beroep: pizzabezorger. In de Amerikaanse tekenfilm heeft hij een Texaans accent, terwijl hij in de Nederlandse versie zo nu en dan stottert. Hij heeft een wild karakter en is altijd in voor een lolletje.
|  | GatorEen Jeep Wrangler die een verborgen speedboot lanceert. Achter in de boot ligt een als reddingsboei vermomd explosief. Dusty draagt het masker Backlash, dat een elektronische schokgolf afvuurt. Billboard BlastEen billboard dat openklapt en zo een draaibaar laserkanon onthult. Bijbehorend masker: Vacuum. AfterburnerEen dragraceauto die zich opsplitst in een radarontduikende jet en een rijdende bommenwerper. Het masker New Backlash projecteert Dusty's holografische kloon. |

Gloria BakerDe enige vrouwelijke MASK-agent. Zij is racekampioen, heeft de zwarte band voor kungfu en heeft antropologie gestudeerd. Beroep: rijinstructeur.
|  | SharkEen Porsche 928 die transformeert in een onderzeeboot. Haar bijbehorende masker Aura creëert een elektronisch scherm. Shark is het enige voertuig in deze lijst waarvan nooit een speelgoedversie is gemaakt. Dit vanwege problemen met het copyright. StilettoEen glanzende Lamborghini Countach die zich opsplitst in een jachtvliegtuig en een aanvalshelikopter. Gloria's masker New Collider projecteert haar holografische kloon. |

Bruce SatoWerktuigbouwkundig ingenieur met ervaring in het verkennen van grotten. Zijn voorouders komen uit Japan. Beroep: ontwerper van speelgoed. Hij doet vaak raadselachtige confucianistische uitspraken die meestal alleen door Matt Trakker worden begrepen.
|  | RhinoVoor beschrijving, kijk onder Matt Trakker. Het masker Lifter vuurt cirkels anti-zwaartekracht af. DynamoEen avontuurlijk terreinvoertuig dat zich opsplitst in een turbine-helikopter en een aanvalsjeep. Bruce draagt het masker New Lifter dat zijn holografische kloon creëert. |

Brad TurnerBergbeklimmer, motorrijder en helikopterpiloot. Heeft zich verdiept in indiaanse folklore. Beroep: rockmuzikant.
|  | CondorDe groene motor die in een eenmanshelikopter kan veranderen. Zijn bijbehorende masker Hocus Pocus kan elke gewenste driedimensionale afbeelding projecteren. RazorbackEen Ford Thunderbird die transformeert in een verdedigingsvoertuig. Brads masker Eclipse creëert donkere, ondoorzichtige nevel. |

Alex SectorComputeranalyse- en communicatie-expert, met kennis van zoölogie. Beroep: eigenaar van een dierenwinkel. Als actiefiguurtje werden hij en zijn masker Jackrabbit meegeleverd bij de Boulder Hill-speelset.
|  | RhinoVoornamelijk als bijrijder en systeembeheerder van de computer in deze truck. Voor beschrijving, kijk onder Matt Trakker. Dankzij het bijbehorende masker Jackrabbit kan Alex door de lucht zweven. The CollectorEen tolhokje met slagboom dat verandert in een aanvalsbasis. Zijn masker Disruptor verstoort radiocommunicatie. |

Jacques LaFleurGespecialiseerd in natuurrampen en reddingsacties in moeilijk begaanbare gebieden. Expert op het gebied van vechtsporten. Beroep: houthakker.
|  | Volcano (soms Volcano Van)Voor beschrijving, kijk onder Matt Trakker. Het masker Mirage maakt Jacques onzichtbaar. DetonatorEen Volkswagen Kever die zich opsplitst in een vliegende hovercraft en een aanvalsskelter. Jacques draagt het masker New Mirage dat zijn holografische kloon projecteert. |

Ace RikerVoormalig NASA-testpiloot, met kennis van de werking van spaceshuttles. Beroep: eigenaar van een doe-het-zelfzaak. Hij heeft voor een deel Cherokee-bloed.
|  | SlingshotEen witte recreatiecamper die openklapt om een lanceerbaar rood straalvliegtuig te onthullen. Het bijbehorende masker Ricochet (soms Boomerang) schiet een elektronische boemerang. Slingshot betekent katapult, het voertuig heeft deze naam gekregen omdat het lanceren van het vliegtuig gelijkt op de manier waarop je met een katapult een projectiel wegschiet. MeteorEen verbazingwekkend stuntvliegtuig dat verandert in een commandoshuttle en een mobiele tank. Ace gebruikt zijn masker Cruise Control dat de snelheid van voertuigen en objecten kan verhogen of verlagen. |

Julio LopezCryptografie- en analysespecialist en taalwetenschapper. Beroep: arts. Hij is een Hispanic.
|  | Firefly (soms Dragonfly)Een buggy die transformeert in een jager. Julio draagt het masker Streamer dat verschillende soorten vloeistoffen kan spuiten, zoals lijm en olie. FireforceEen sportieve Pontiac Fiero die zich opsplitst in een zweefvliegtuig en een trike. Het masker New Streamer creëert Julio's holografische kloon. |

Calhoun BurnsGespecialiseerd in bouwkunde en afbraak. Beroep: architect. Hij heeft zijn eigen manege waar hij paarden verzorgt en grootbrengt.
|  | RavenEen ravenzwarte Corvette sportwagen die in een watervliegtuig verandert dat niet alleen op, maar ook onder water kan varen. Zijn masker Gulliver kan voorwerpen vergroten of verkleinen. |

Boris BushkinEen vervaarlijk uitziende, maar joviale Rus uit de Racing Series. Hij heeft een volle baard, is groot van postuur en is goed bevriend met Clutch.
|  | Bulldog (in Europa Bulldoze genaamd)Een zware Kenworth-dieseltruck die verandert in een bewapende half-track met coördinatiecentrale. Boris draagt het masker Comrade dat rode, verblindende energievonken creëert. |

Nevada RushmoreEen indiaan die zich nog op de traditionele indiaanse wijze kleedt, compleet met tooi en een grote getatoeëerde afbeelding van een adelaar op zijn borstkas. Hij kwam alleen voor in het tweede seizoen.
|  | Goliath IIEen transporttruck die dienstdoet als vervoermiddel en lanceerbasis van de jet Goliath I en transformeert in een roterende verdedigingstruck. Zijn masker heet Totem en vuurt kleine totemvormige projectielen af. |

Ali BombayEen MASK-agent afkomstig uit het dorp Kandukar in India, waar hij een plaatselijke held was. Hij kwam enkel voor in de Racing Series.
|  | Bullet (in Europa Bandit genaamd)Een racemotor die in een hovercraft kan veranderen. Ali's bijbehorende masker Vortex creëert een lichte wervelwind. |

#### Medestanders van MASK
Scott TrakkerMatts enige kind. Zijn vader voedt hem in zijn eentje op. De jongen is bijzonder technisch aangelegd en is altijd bezig met het upgraden van zijn robotvriend T-Bob. Door zijn nieuwsgierigheid en zijn regelmatige ongehoorzaamheid brengt hij zichzelf en T-Bob vaak in de problemen.
T-BobScotts angstige robot, die kan veranderen in een eenwielige scooter. Hij is een ster in het maken van slechte grapjes en is gauw bang.
De MASK-computerEen bron van informatie en Matts steun en toeverlaat bij allerhande kwesties. Op Matts verzoek selecteert zij de meest geschikte MASK-agenten voor de nieuwe missies.
Duane KennedyDe contactpersoon van de Peaceful Nation's Alliance. Hij laat het MASK weten als de agenten van VENOM waar dan ook ter wereld gesignaliseerd zijn en geeft daarbij zo veel mogelijk informatie over de plannen van Mayhem.

### VENOM-agenten
Miles MayhemDe gewetenloze eerste man van VENOM.
|  | SwitchbladeEen high tech helikopter die kan veranderen in een jachtvliegtuig. Het masker Viper (soms per abuis Sniper) spuit een straal bijtend zuur. Switchblade betekent knipmes, het voertuig heeft deze naam gekregen omdat zijn tijdens de transformatie open- en dichtklappende rotorbladen gelijken op een open- en dichtklappend knipmes. OutlawEen tankwagen die kan veranderen in VENOM's mobiele hoofdkwartier, met een harpoenkanon en een grote raketwerper. In de cartoon is deze wagen grotendeels grijs gekleurd, als speelgoedvoertuig is hij vrijwel geheel zwart. Mayhems bijbehorende masker Python straalt elektronische grijparmen uit. BuzzardEen formule 1-racewagen die transformeert in een vierdelige land-luchteenheid. Het masker Flexor creëert een flexibel, maar ondoordringbaar schild. WolfbeastEen nachtblauwe Corvette Sting Ray die zich opsplitst in een aanvalsshuttle en een tank. Het bijbehorende masker New Viper projecteert Mayhems holografische kloon. |

Sly RaxWapenspecialist en oplichter die vaak wordt ingezet bij operaties waarbij hij zich vermommen moet. Hij is de minst loyale VENOM-agent en heeft een sinistere stem.
|  | PiranhaEen Harley-Davidson Sportster met zijspan die een bewapende duikboot lanceert. Rax' masker heet Stiletto en schiet stilettopijltjes. Pit Stop CatapultEen pit die transformeert in een aanvalsconstructie op rupsbanden. Het bijbehorende masker Sawblade schiet ronde, elektronische zaagbladen. |

Cliff DaggerGespecialiseerd in zowel destructie als de werking en het plaatsen van explosieven. Hij is flink gespierd en niet al te snugger.
|  | JackhammerEen stevige Ford Bronco die verandert in een aanvalswagen. Zijn masker Torch werkt als een vlammenwerper. |

Vanessa WarfieldDe enige vrouwelijke VENOM-agent. Expert op het gebied van spionage en het inwinnen van informatie, met kennis van geleide wapens en rookbommen. Ze is hoogst intelligent en enigszins feministisch.
|  | MantaEen lila Nissan 300ZX die transformeert in een gevechtsjet. Haar masker Whip creëert een elektronische zweep. |

Bruno SheppardHij is gespecialiseerd in ontvoeringen en heeft eveneens een gespierd uiterlijk. Overige kenmerken zijn een hanenkam en verscheidene tatoeëringen.
|  | Scorpion (in de Racing Series Stinger genaamd)Een Pontiac GTO uit 1972 die kan veranderen in een tank. Dit voertuig heeft een grote mechanische klauw in de achterbak. Bruno's masker heet Magna-Beam en zendt een magnetische straal uit die metalen voorwerpen naar zich toe trekt. Barracuda (in Europa Jackal genaamd)Een onschuldig uitziende turbomotor die zich opsplitst in een torpedovliegtuig en een turboracer. Het bijbehorend masker New Magna-Beam creëert Bruno's holografische kloon. |

Floyd MalloyMotorrijder en expert op het gebied van geldvervalsing. Hij heeft een New Yorks accent en is lichtelijk paranoïde.
|  | VampireEen zware tourmotor die kan transformeren in een turbojet. Zijn masker Buckshot schiet een lading hagel. VandalEen krachtige bulldozer die zich opsplitst in een gevechtstractor en een verkenningsvliegtuig. Malloy gebruikt het masker New Buckshot dat zijn holografische kloon projecteert. |

Nash GoreyComputernerd en Mayhems loyaalste handlanger. Hij heeft een overdreven bewondering voor zijn baas en doet alles om door hem te worden gewaardeerd.
|  | OutlawVoor beschrijving, kijk onder Miles Mayhem. Het masker Powerhouse (soms Samson) verhoogt Goreys fysieke kracht. |

Lester SludgeEen lichtgeraakte VENOM-agent met een hyena-achtige lach. Hij kwam alleen voor in de Racing Series.
|  | IguanaEen 4×4-aangedreven quad die kan veranderen in een mobiel zaagplatform. Lesters masker Mudslinger vuurt stralen modder af. |

Maximus MayhemDe jongere tweelingbroer van VENOM-baas Miles Mayhem. Hij is ietwat minder kwaadwillend, maar ook minder pienter dan zijn oudere broer. Hij kwam voor in het tweede seizoen.
|  | BuzzardVoor beschrijving, kijk onder Miles Mayhem. Maximus draagt het masker Deep Freeze dat voorwerpen kan bevriezen. |

#### Helpers van VENOM
De DroneDe robotgestuurde piloot van het vliegende gedeelte van de racewagen Buzzard uit de Racing Series.
VENOM minionseen grote groep naamloze VENOM-dienaars. Ze komen sporadisch in een aflevering of stripalbum voor, meestal als extra hulp of voor de bediening van apparatuur. Ze hebben nooit een belangrijke rol in het verhaal.

## Lijst van afleveringen
Deze lijst is opgesteld in de volgorde zoals de afleveringen werden uitgezonden op de Amerikaanse televisie en komt niet overeen met de Nederlandse volgorde. Dit laatste omdat de TROS niet de gehele serie had gekocht en evenmin de originele volgorde aanhield.

### Eerste seizoen
| Aflevering nr. | Titel                         | Schrijver     | Nederlandse versie |
| --- | ----------------------------- | ------------- | ------------------ |
| 1.01 | The Deathstone                |               | Nee                |
| Een groep wetenschappers ontdekt een radioactieve meteoriet, die zowel genezende als vernietigende eigenschappen bezit. Als VENOM de steen steelt weet professor Stevens nog maar net aan haar belagers te ontkomen. Zij wordt opgevangen door Matt Trakker, die samen met zijn team moet voorkómen dat Mayhem de meteoriet verkoopt aan landen die hem als oorlogswapen willen inzetten. NB, dit is de eerste aflevering waarin Matt, Scott, T-Bob, Hondo, Buddie, Dusty, Bruce, Brad, Alex, de MASK-computer, Mayhem, Rax, Dagger en de VENOM minions voorkomen. |                               |               |                    |
| 1.02 | The Star Chariot              | Jeffrey Scott | Onbekend           |
| VENOM is op zoek naar het ontbrekende deel van de Smaragden Pijlpunt. Als zij erin slagen de delen samen te voegen, leiden ze naar een eeuwenoud ruimtevaartuig dat verborgen ligt in de woestijn. Een van Scotts vrienden blijkt het tweede deel aan zijn halsketting te hebben hangen. VENOM belaagt de jongens en ontvoert Scott. MASK moet in actie komen om de zaak te redden. NB, dit is de eerste aflevering waarin Gloria Baker en Vanessa Warfield voorkomen.                                                                                             |                               |               |                    |
| 1.03 | The Book of Power             |               | Nee                |
| Mayhem en zijn team stelen het Boek der Kracht van een monnik, maar Dusty weet het van ze af te pakken en neemt het mee naar het hoofdkwartier. Als Scott het Boek opent raakt hij in een trance en wordt willoos naar een geheimzinnige stad gevoerd. MASK probeert hem terug te vinden en moet daarbij de vallen van de stad trotseren. Daarnaast dolen zowel VENOM als de monnik rond in de stad om het Boek terug te krijgen. |                               |               |                    |
| 1.04 | Highway to Terror             |               | Nee                |
| Door middel van een truc ontvreemdt Mayhem een lading plutonium, dat hij gebruikt als energiebron voor een machine waarmee hij waar en wanneer hij wil aardbevingen kan opwekken. Op die manier wil hij de macht van VENOM profileren. MASK maakt eveneens gebruik van een truc om VENOM in de val te lokken en de machine onklaar te maken. NB, dit is de eerste aflevering waarin Duane Kennedy voorkomt. |                               |               |                    |
| 1.05 | Video VENOM                   | Jeffrey Scott | Nee                |
| Met gebruikmaking van hypnose via televisie-uitzendingen slaagt Mayhem er in de wil van alle inwoners van een klein stadje te beheersen. Hij zet deze mensen in om een ontzaglijk laserkanon te stelen, waarmee hij dreigt de Texaanse olievelden in brand te zetten, tenzij er geld wordt betaald. Alleen MASK kan VENOM nog stoppen. |                               |               |                    |
| 1.06 | Dinosaur Boy                  |               | Nee                |
| Een groep inheemsen roept de hulp van Alex in wanneer diep in het oerwoud een van hun goden gevangen wordt genomen. Alles wijst er op dat dit het werk van VENOM is. MASK komt erachter dat de "goden" in feite nog onontdekte afstammelingen zijn van de dinosauriërs. VENOM wil het afweersysteem dat deze diersoort al miljoenen jaren in leven heeft gehouden verkopen voor een grote hoeveelheid saffieren. |                               |               |                    |
| 1.07 | The Ultimate Weapon           |               | Nee                |
| Matt ontdekt dat VENOM zich aan het voorbereiden is om een grote slag te slaan, maar heeft nog niet uitgevist wat Mayhem exact van plan is. Wel vindt MASK uit dat hij in het bezit is van een nieuw apparaat waarmee hij de MASK-voertuigen onbestuurbaar kan maken. T-Bobs hulp wordt ingeschakeld bij het ontkomen aan de uitwerking van het apparaat. |                               |               |                    |
| 1.08 | The Roteks                    | S.S. Wilson   | Nee                |
| VENOM heeft een speciale soort metaaletende kevers, Roteks genaamd, van het leger gestolen en wil ze als pressiemiddel inzetten. MASK heeft twaalf uur om te voorkomen dat ze zich vermenigvuldigen. Als dat gebeurt zullen de kevers zo talrijk zijn dat het vrijwel onmogelijk wordt om ze tegen te houden. Terwijl hun voertuigen worden verorberd moeten Matt en zijn mannen VENOM en de Roteks een halt zien toe te roepen. |                               |               |                    |
| 1.09 | The Oz Effect                 |               | Nee                |
| Mayhem heeft een nieuwe machine in zijn bezit, waarmee hij hevige stormen kan veroorzaken. Hij zaait hiermee grote paniek bij de inheemse bevolking die op een tropisch eiland leeft. VENOM dwingt hen op deze manier tot slavenarbeid in een smaragdmijn. MASK wordt gealarmeerd en begeeft zich meteen naar het eiland. |                               |               |                    |
| 1.10 | Death from the Sky            |               | Onbekend           |
| Inheemse stammen verdwijnen na een waarschuwing van de "weergod". MASK ontdekt dat de stammen in een werkkamp terechtkomen als slaven voor VENOM. |                               |               |                    |
| 1.11 | The Magma Mole                |               | Onbekend           |
| Mayhem heeft zijn zinnen gezet op het land van de rijzende zon. Met een reusachtig gevaarte genaamd de Magma Mole, graaft hij kilometers diepe gangen in de Japanse aardbodem. Hij dreigt de machine te gebruiken om de slapende vulkaan Fuji te activeren en zo Tokio van de kaart te vegen als Japan niet ingaat op zijn eisen. Diep in het binnenste van de aarde probeert Matt hier een stokje voor te steken, maar hij is niet meer in staat op eigen kracht naar de oppervlakte te komen. Zijn team moet hem zien te redden.                                 |                               |               |                    |
| 1.12 | Solaria Park                  |               | Ja                 |
| De Trakkers en Bruce zijn op zeilvakantie op de Egeïsche Zee wanneer plotseling hun schip in brand vliegt. Matt en Bruce stuiten tijdens hun onderzoek naar de oorzaak op een attractiepark in aanbouw en krijgen het al snel aan de stok met niemand minder dan Mayhem, die de twee probeert weg te jagen. MASK wordt opgetrommeld om uit te vinden wat er schuil gaat achter het park. |                               |               |                    |
| 1.13 | The Creeping Terror           | Mel Gilden    | Ja                 |
| Een kolonie reusachtige, genetisch gemanipuleerde rupsen verslindt een groot deel van de jungle. MASK ontdekt dat de schepsels een creatie zijn van VENOM, die ze gebruikt om de vegetatie te verslinden die een enorme pictografische kaart had overwoekerd. De blootgelegde kaart geeft de locatie aan van een geheime grot. |                               |               |                    |
| 1.14 | Assault on Liberty            |               | Ja                 |
| Tijdens een show in New York tovert een goochelaar het Vrijheidsbeeld weg. Maar als hij met zijn vingers knipt om het te halen blijkt het echt te zijn verdwenen. Het duurt niet lang of Mayhem maakt kenbaar het standbeeld in zijn bezit te hebben en hij vraagt er een enorme losprijs voor. Matt en zijn team hebben nog maar drie uur om het Vrijheidsbeeld te vinden en in veiligheid te stellen, want als er niet betaald wordt zal VENOM het laten exploderen.                                                                                             |                               |               |                    |
| 1.15 | The Sceptre of Rajim          | Jina Bacarr   | Ja                 |
| Als Matt met Scott en T-Bob in India is, ontdekt hij dat Mayhem op zoek is naar een mysterieuze scepter. Als VENOM deze scepter steelt en de opgetrommelde MASK-agenten vastgehouden worden door de inwoners van de in de jungle verborgen stad Rajim, moet Matt het in zijn eentje opnemen tegen vier VENOM-agenten. Alleen als hij de scepter terugbrengt, wordt zijn team vrijgelaten. |                               |               |                    |
| 1.16 | The Golden Goddess            |               | Onbekend           |
| Alle gouden relikwieën in Singapore verdwijnen op onverklaarbare wijze, wat hevige onrust veroorzaakt onder de mensen. De agenten van MASK proberen uit te pluizen wie of wat erachter deze vreemde gebeurtenissen zit en stuiten al gauw op Mayhems boevenbende VENOM. |                               |               |                    |
| 1.17 | Mystery of the Rings          |               | Ja                 |
| Er zijn drie waardevolle ringen die gecombineerd een eeuwenoude schat vormen. VENOM steelt de ringen in combineert ze in de ruïnes van Sunhenge. MASK moet de schat weer in veilige handen brengen. |                               |               |                    |
| 1.18 | Bad Vibrations                |               | Nee                |
| De miljonair Julian Fong huurt VENOM in om gebouwen op te blazen met speciale high-tech bommen. |                               |               |                    |
| 1.19 | Ghost Bomb                    |               | Ja                 |
| Mayhem heeft zijn handen weten te leggen op 'Brian, the brain', een uiterst geavanceerde computer, die de controle heeft over een nucleair bewapende onderzeeboot. VENOM dreigt het Panamakanaal op te blazen als er niet tegemoet wordt gekomen aan zijn boosaardige eisen. Gelukkig laat MASK al gauw van zich horen. |                               |               |                    |
| 1.20 | Cold Fever                    |               | Ja                 |
| Bruce vindt een man in Alaska die blootgesteld is aan een vreemd virus. Helaas wordt hij zelf ook geïnfecteerd. VENOM heeft een tegengif, maar ze zijn van plan dat te verkopen voor een hoog bedrag. |                               |               |                    |
| 1.21 | Mardi Gras Mystery            |               | Ja                 |
| Als de Trakkers in New Orleans zijn om het grootse Mardi Gras-festijn bij te wonen, kunnen ze voorkomen dat VENOM een jong meisje ontvoert. Helaas krijgen ze haar grootvader wel te pakken. Hij blijkt een brandstof te hebben uitgevonden, waarmee VENOM zijn voertuigen onverslaanbaar wil maken. Matt vraagt zijn computer een team samen te stellen om VENOM tegen te houden voordat ze misbruik kunnen maken van de brandstof. |                               |               |                    |
| 1.22 | The Secret of Life            |               | Ja                 |
| Ditmaal is VENOM gelokaliseerd in Egypte. Mayhem en zijn rekruten zijn op zoek naar de graftombe van een oude farao, omdat zich daar een legendarische gouden scarabee bevindt. De heren van MASK proberen hun vijanden een stapje voor te zijn. |                               |               |                    |
| 1.23 | Vanishing Point               |               | Ja                 |
| Door de radar van een groot vrachtvliegtuig te ontregelen weet Mayhem de bemanning voor de gek te houden en ze rechtstreeks naar zich toe te lokken. Het vliegtuig had een nieuw model legerjet moeten ophalen om het terug naar de oostkust van de V.S. te moeten transporteren, maar er zit niets anders op dan een piloot in de jet zelf terug te laten vliegen. De luchtvaartmaatschappij vreest dat de speciale jet hetzelfde lot beschoren is als het vrachtvliegtuig en vraagt Matt om hulp.                                                                |                               |               |                    |
| 1.24 | Counter-Clockwise Caper       |               | Ja                 |
| Mayhem bezit een machine die alle apparatuur in zijn buurt achteruit laat lopen, en zo laat hij alle gokautomaten in Las Vegas hun geld uitspuwen. Om er ongehinderd met de buit vandoor te kunnen gaan, verbindt VENOM de machine met de turbines van de Hoover Dam. Als het water te lang in de verkeerde richting wordt gestuwd zal de dam doorbreken, met alle gevolgen van dien. Kan MASK deze catastrofe voorkomen? |                               |               |                    |
| 1.25 | The Plant Show                |               | Ja                 |
| Wanneer ze een rockconcert van hun vriend Brad Turner bijwonen, ontdekken de Trakkers tot hun afgrijzen dat de stad plotseling wordt overwoekerd door hordes gigantische klimplanten. Onze helden doen er niet lang over om te ontdekken dat hier niemand anders dan Mayhem achter zit. Wat zou hij in zijn schild voeren? MASK gaat op onderzoek uit. |                               |               |                    |
| 1.26 | Secret of the Andes           |               | Ja                 |
| Een Inca-priester ontwaakt na meer dan vijfhonderd jaar bevroren in de Andes te hebben gelegen. Mayhem gijzelt hem en wil dat hij VENOM de weg wijst naar El Dorado, de verloren stad van goud. De indiaan zegt hem echter geen stap te zetten zonder T-Bob, die hij aanziet voor een van zijn goden. Als T-Bob wordt gekidnapt moet het MASK-team hem weer terug zien te vinden. |                               |               |                    |
| 1.27 | Panda Power                   |               | Nee                |
| In China ontvoert VENOM een grote hoeveelheid pandaberen én een beeldhouwer genaamd Andre. Mayhem wil zich laten vereeuwigen en dwingt hem een metershoog standbeeld van zijn beeltenis te maken. MASK doet zijn best om Andre uit VENOM's klauwen te redden, maar de bedreigde panda's dienen als schild, zodat MASK geen aanvallen kan uitvoeren. |                               |               |                    |
| 1.28 | Blackout                      |               | Ja                 |
| Mayhem zaait grote paniek in Japan met zijn nieuwe machine, de Blackout, die in staat is alle vormen van elektrische energie te absorberen. De lasers van de MASK-voertuigen hebben totaal geen uitwerking op dit geduchte wapen en de situatie lijkt hopeloos. |                               |               |                    |
| 1.29 | A Matter of Gravity           |               | Ja                 |
| Mayhem is in het bezit van een apparaat waarmee hij de zwaartekracht kan verveelvoudigen. Hij gebruikt het om kool onder hoge druk tot een ijzersterke laag kristal te persen, die als pantser dient voor de VENOM-voertuigen. Alsof dat niet genoeg is zet Mayhem zijn apparaat in om de MASK-wagens samen te drukken, terwijl zijn team de munt in Philadelphia leegrooft. |                               |               |                    |
| 1.30 | The Lost Riches of Rio        | Jina Bacarr   | Ja                 |
| Uit het slaapkamertje van een Braziliaans meisje wordt een ogenschijnlijk weinig bijzonder schilderijtje gestolen. Scott vangt nog net een glimp op van de dader: Vanessa Warfield. De agenten van MASK vertrekken naar het zuiden om uit te zoeken wat VENOM in zijn schild voert. Er blijkt meer achter het schilderijtje te zitten dan zij in eerste instantie zouden denken. |                               |               |                    |
| 1.31 | Deadly Blue Slime             |               | Nee                |
| Een geheimzinnig schepsel, dat het resultaat is van meerdere mutaties, verorbert al het organische op zijn pad en veroorzaakt zo hevige onrust. Mayhem en zijn agenten sporen het monster op ten einde zijn angstaanjagende eigenschappen te gebruiken voor hun oneerbare plannen. MASK zet alles op alles om de zwakke plek van hun nieuwe en schijnbaar onoverwinnelijke vijand te ontdekken. |                               |               |                    |
| 1.32 | The Currency Conspiracy       |               | Nee                |
| Een ex-minister uit West-Duitsland huurt VENOM in om hem te helpen een virus te verspreiden waardoor papiergeld wordt gemuteerd in blanco papiertjes. |                               |               |                    |
| 1.33 | Caesar's Sword                |               | Nee                |
| In Rome verstoort een team archeologen Mayhems zoektocht naar het zwaard van Julius Caesar, dat zijn bezitter onoverwinnelijk maakt. MASK komt in actie nadat VENOM de archeologen verjaagde van de Palatijn. VENOM-agent Sly Rax voelt zich oppermachtig wanneer hij het zwaard vindt en keert zich tegen zijn baas Mayhem. Daarmee is MASK's probleem helaas nog niet opgelost. |                               |               |                    |
| 1.34 | Peril in Paris                |               | Onbekend           |
| Wanneer ze een bezoek brengen aan het Louvre-museum te Parijs, ontdekken Matt en consorten dat een groot aantal schilderijen om nog onduidelijke redenen zijn omgedraaid. Het lijkt er echter niet op dat er schilderstukken zijn ontvreemd. Matt heeft al gauw door er sprake is van een nieuw plan van VENOM en neemt contact op met het MASK-team. |                               |               |                    |
| 1.35 | In Dutch                      |               | Ja                 |
| Een maniak huurt VENOM in om de positie van premier af te dwingen bij de Nederlandse overheid. Deze weigert voor de dreigementen te zwichten waarop Mayhem een machine aanzet, die de dijken laat afbrokkelen door ultrasone trillingen. MASK moet VENOM zien te lokaliseren alvorens de ophanden zijnde ramp kan worden voorkomen. |                               |               |                    |
| 1.36 | The Lippizaner Mystery        |               | Ja                 |
| Speciaal voor een hooggeëerde emir wordt in Oostenrijk een show gegeven met zes prachtige lipizzanerhengsten. Van het ene op het andere moment slaan de paarden op hol en ondanks een dappere poging van Dusty om ze in bedwang te krijgen verdwijnen ze uit het oog. Scott brengt zijn vader op het spoor van een bekende die VENOM de opdracht heeft gegeven om de lipizzaners te stelen. Matt roept zo vlug mogelijk zijn agenten op. Ze moeten zien te voorkomen dat de hengsten het land uit worden gesmokkeld.                                               |                               |               |                    |
| 1.37 | The Sacred Rock               |               | Ja                 |
| Twee toeristen zijn tijdens hun vakantie in Australië getuige van een vreemd fenomeen: uit zichzelf dansende stenen. Wanneer zij het gebeuren vastleggen op een fotocamera, merken zij al gauw dat het filmpje onbelicht is gebleven. VENOM is niet ver van de plaats van gebeuren gezien en volgens Matt kan het niet anders, of Mayhem heeft ermee te maken. |                               |               |                    |
| 1.38 | Curse of King Solomon's Gorge |               | Nee                |
| Dicht bij een archeologische opgraving in Oost-Afrika keldert het waterpeil op onverklaarbare wijze en zijn er onderaardse explosies hoorbaar. De Afrikaanse werknemers denken aan een vloek van hun oude god Soluma en slaan op de vlucht. De voertuigen van de achtergebleven archeologen blijken te zijn geplet tegen de wand van het ontstane ravijn. Matt en Alex ontdekken al snel dat niet Soluma, maar VENOM hierachter zit. MASK zoekt uit wat ze van plan zijn.                                                                                          |                               |               |                    |
| 1.39 | Green Nightmare               |               | Ja                 |
| MASK-agent Alex Sector is er eindelijk in geslaagd een exacte kopie te maken van het magische kristal dat als krachtbron dient voor MASK's maskeroplader. Matts vader Andrew kreeg het origineel jaren geleden van een stam uit het Nieuw-Guinese oerwoud en de tijd om het terug te brengen is aangebroken. VENOM saboteert Matts jet in de hoop het waardevolle kristal in handen te kunnen krijgen. |                               |               |                    |
| 1.40 | Eyes of the Skull             |               | Nee                |
| Tijdens een veiling wordt een geheimzinnig Maya-kunststuk – een kristallen schedel – gestolen, en wel door Miles Mayhem. Dit magische voorwerp stelt hem in staat dwars door vaste materie heen te kijken. Het duurt niet lang of hij ontmaskert er de agenten van MASK mee. |                               |               |                    |
| 1.41 | Stop Motion                   |               | Ja                 |
| Mayhem wekt magnetische velden van emp op en veroorzaakt op die manier storing in alle elektronica in de wijde omtrek. Dankzij het beschadigde beveiligingssysteem van een brandkastenfabrikant kan VENOM informatie roven over alle kluiscombinaties in de VS. Matt en zijn mensen doen er alles aan om te voorkomen dat VENOM de informatie kan gebruiken. |                               |               |                    |
| 1.42 | The Artemis Enigma            |               | Nee                |
| VENOM steelt de gouden hoorns van de Griekse godin Artemis uit een klooster dat nabij de berg Athos staat. Een van de monniken vertelt de Trakkers dat de hoorns gebruikt worden als een wichelroede die plekken aanwijst waar zich goud bevindt. Matt stelt een team samen en gaat op zoek naar de hoorns. |                               |               |                    |
| 1.43 | The Chinese Scorpion          |               | Onbekend           |
| In China wordt professor Choy plotseling uit zijn woning ontvoerd door een reusachtige schorpioen. Matt en Bruce worden dadelijk gewaarschuwd en vertrekken direct richting Azië. Ze ontdekken dat het monster in feite een vermomd voertuig is, en wel het voertuig van de nieuwe rekruut van VENOM. NB, dit is de eerste aflevering waarin Bruno Sheppard voorkomt. |                               |               |                    |
| 1.44 | Riddle of the Raven Master    | Jina Bacarr   | Nee                |
| Het Britse Hogerhuis wil Matt de riddertitel verlenen. Tijdens de ceremonie in Londen worden de Yeoman Warders aangevallen door een zwerm raven. Met behulp van Scott en de MASK-computer komen Matt en zijn mannen erachter dat het niet de legendarische raven van de Tower of London zijn, maar speciaal door Vanessa getrainde raven die VENOM moeten helpen bij het stelen van de kroonjuwelen. Alsof dat nog niet genoeg is plaatst Rax als afleidingsmanoeuvre een bom op Big Ben.                                                                          |                               |               |                    |
| 1.45 | The Spectre of Captain Kidd   |               | Nee                |
| Tijdens een bezoek aan de Caraïben worden Matt, Hondo, Scott en T-Bob vanaf een vroegere Britse basis beschoten met ouderwetse kanonskogels. In eerste instantie lijken de kanonnen uit zichzelf af te gaan en wordt het bestempeld als het werk van de geest van kapitein Kidd. Nader onderzoek wijst echter uit dat de kogels van binnen zijn gevuld met omgesmolten goud uit kapitein Kidds verloren gewaande schat. Niemand minder dan Mayhem blijkt erachter te zitten. NB, dit is de eerste aflevering waarin Floyd Malloy voorkomt.                         |                               |               |                    |
| 1.46 | The Secret of the Stones      |               | Ja                 |
| Op een satellietfoto van het schiereiland Yucatán is een enorme elektromagnetische krachtbron zichtbaar. MASK gaat op onderzoek uit en stuit op de ruïnes van een nog onbekende Mayastad vol gewichtloze stenen. Een ondergrondse steen – de krachtbron – blijkt de gewichtloosheid te veroorzaken. Ook VENOM is aanwezig: Mayhem wil de steen wegnemen om te gebruiken voor zijn criminele plannen. |                               |               |                    |
| 1.47 | The Lost Fleet                | Jina Bacarr   | Nee                |
| VENOM ontdoet alle boten in de haven van een IJslands stadje van hun zeilen en ontvoert bovendien elke zeilenmaker. Matt vraagt de MASK-computer om een team samen te stellen en gaat op onderzoek uit. Al gauw komt hij erachter dat zijn tegenstanders op zoek zijn naar een verloren vloot Vikingschepen. NB, dit is de eerste aflevering waarin Jacques LaFleur en Nash Gorey voorkomen. |                               |               |                    |
| 1.48 | Quest of the Canyon           |               | Ja                 |
| Tijdens een rondleiding door de grotten van Carlsbad ontdekken de Trakkers een nieuwe ruimte, die met explosieven aan het licht is gebracht. Een vluchtig onderzoek levert een kaart op, alsmede de vingerafdrukken van zowel de negentiende-eeuwse bandiet Jesse James, als die van Miles Mayhem. Voor Matt genoeg reden om MASK in te schakelen. NB, dit is de eerste aflevering waarin Ace Riker voorkomt. |                               |               |                    |
| 1.49 | Follow the Rainbow            | Jina Bacarr   | Nee                |
| Matt is in Ierland en bespreekt met schaapherders Paddy en Mike plannen om in een klein dorpje een textielfabriek te openen. Zo wil hij de plaatselijke bevolking meer werkgelegenheid bieden. Scott en T-Bob ontdekken intussen waar de schat van koning Brian Boru zich bevindt. Helaas speelt Mike deze informatie door aan VENOM. NB, dit is de eerste aflevering waarin Calhoun Burns en Julio Lopez voorkomen. |                               |               |                    |
| 1.50 | The Everglades Oddity         |               | Nee                |
| Twee indiaanse kinderen stuiten tijdens een kanotochtje door de Everglades op een levensgroot houten model van een ruimteveer, verborgen onder een camouflagenet. Als Matt en Alex poolshoogte gaan nemen worden ze onder vuur genomen door VENOM, waarbij Alex' boot in vlammen opgaat. Tot overmaat van ramp wordt Matt ook nog gebeten door een giftige slang. Het is de vraag of MASK op tijd komt om Matt te redden en achter VENOM's plannen te komen. |                               |               |                    |
| 1.51 | Dragonfire                    |               | Nee                |
| Op Borneo komen Matt en Julio aan in een dorpje dat overhoop is gehaald door Mayhem en zijn mannen. Volgens de dorpelingen zijn ze daarna vertrokken in de richting van de Drakentempel op de Kinabalu. Op de berg raken Matt en Julio in een veld vol paddenstoelen buiten bewustzijn door het inademen van giftige sporen. Het MASK-team is al opgeroepen, maar het is de vraag of het op tijd aan zal komen. |                               |               |                    |
| 1.52 | The Royal Cape Caper          |               | Ja                 |
| VENOM steelt een oude cape en een helm en verdienen daar veel geld mee door er replica's van te maken. MASK moet ze stoppen. |                               |               |                    |
| 1.53 | Patchwork Puzzle              |               | Onbekend           |
| VENOM steelt een sprei en een haardscherm uit het Smithsonian-museum. Op het eerste gezicht lijken het onbeduidende voorwerpen uit de Amerikaanse Burgeroorlog, maar samen bevatten ze een code die de plek aangeeft waar miljoenen dollars liggen begraven. Matt laat de computer een team samenstellen om VENOM's plannen te dwarsbomen. |                               |               |                    |
| 1.54 | Fog on Boulder Hill           |               | Nee                |
| Vlak nadat Scotts vroegere kinderoppas Mrs. Simpson haar auto ter reparatie in de Boulder Hill-garage achterlaat, wordt ze ontvoerd door VENOM. Matt en zijn mannen komen erachter dat een crimineel drukplaten voor twintigdollarbiljetten in haar nieuwe auto heeft verborgen. Nadat Mayhem uit haar heeft gekregen waar haar auto is laat hij haar samen met Scott en haar hondje achter in een brandend huis en vertrekt richting Boulder Hill. Terwijl MASK de drie gaat redden, moet T-Bob in zijn eentje VENOM buiten de deur zien te houden.               |                               |               |                    |
| 1.55 | Plunder of Glowworm Grotto    |               | Nee                |
| Met gebruikmaking van gas krijgt VENOM een Maori-stam in slaap om ongestoord de rug van het opperhoofd met verf te kunnen bewerken. Zo maakt Mayhem zijn tatoeage zichtbaar, die de weg wijst naar een geheime grot – de bewaarplaats van gigantische parels. Matt en Julio schakelen MASK in om de tegenaanval in te zetten. |                               |               |                    |
| 1.56 | Stone Trees                   |               | Nee                |
| MASK-agent Jacques LaFleur belt Matt op met het nieuws dat hij tijdens zijn werk als houthakker op een stenen den is gestuit. Volgens Jacques' collega Blackfox zouden zijn voorvaderen, de Nootka's, een massief gouden totempaal gemaakt hebben en die ergens tussen twee stenen bomen hebben verborgen. Een van de andere houthakkers informeert VENOM in de hoop een beloning te krijgen voor zijn tip. Wanneer Jacques de den aan te Trakkers wil laten zien is deze spoorloos verdwenen.                                                                     |                               |               |                    |
| 1.57 | Incident in Istanbul          |               | Nee                |
| Het eeuwenoude schaakspel van keizer Constantijn wordt ontvreemd terwijl het van Italië naar het Topkapı-museum in Istanboel wordt vervoerd. MASK vraagt zich af wat er aan de hand is. Het spel blijkt de weg te wijzen naar de schuilplaats van de kroon van Constantijn. |                               |               |                    |
| 1.58 | The Creeping Desert           |               | Ja                 |
| José Sánchez, de eigenaar van een hotel in Acapulco, slaagt erin al het land dat aan het zijne grenst uit te drogen. Hij hoopt alle grond tegen bodemprijzen op te kunnen kopen en vervolgens alles weer vruchtbaar te maken met VENOM's herbevochtiger. MASK komt in actie en probeert de ophanden zijnde ramp te voorkomen. |                               |               |                    |
| 1.59 | The Scarlet Empress           |               | Nee                |
| Van het ene op het andere moment houdt de Ángelwaterval in Venezuela op met stromen en droogt de rivier op. Volgens een oude vriend van Matt zou VENOM weleens op zoek kunnen zijn naar de Scharlakenrode Keizerin, een kostbaar standbeeld dat meer dan duizend jaar geleden werd verborgen achter de waterval. |                               |               |                    |
| 1.60 | Venice Menace                 | S.S. Wilson   | Nee                |
| VENOM steelt een chemisch goedje dat water in gelei kan veranderen. Ze gebruiken om het een haven te maskeren, zodat ze rustig kunnen zoeken naar een gouden schip. |                               |               |                    |
| 1.61 | Treasure of the Nazca Plain   |               | Nee                |
| MASK verijdelt een plan van VENOM om eeuwenoude schat te stelen uit het Nazca Plateau in Zuid-Amerika. |                               |               |                    |
| 1.62 | Disappearing Act              |               | Nee                |
| VENOM heeft weer eens een duister plan bedacht: ze stelen auto's uit een museum door ze te laten krimpen met een speciaal wapen. |                               |               |                    |
| 1.63 | The Gate of Darkness          |               | Onbekend           |
| Tijdens een Indiaas feest ter ere van Shiva neemt VENOM de cobra van een slangenbezweerder weg. De tekening achter op de hals van het dier wijst de weg naar de Poort der Duisternis, de toegang naar een holle ruimte met daarin een legendarische ivoren troon. |                               |               |                    |
| 1.64 | The Manakara Giant            | Jina Bacarr   | Nee                |
| Mayhem en zijn rekruten houden zich schuil op een eiland. Met gebruikmaking van een geweldige aantrekkingskracht trekken zij schepen aan land en eigenen zich de kostbare vracht toe. De inheemsen denken dat een legendarische reus achter de gebeurtenissen zit, maar Matt weet dat het zijn oude vijand VENOM is. |                               |               |                    |
| 1.65 | Raiders of the Orient Express |               | Onbekend           |
| Een reis van de Trakkers in een vroegere Oriënt-Expresstrein wordt gestaakt wanneer er een aantal deuren uit een van de wagens wordt ontvreemd. Een van de deuren bevat een aanwijzing die de VENOM-agenten nodig hebben in hun zoektocht naar de geheime rijkdommen van "gekke" koning Ludwig. Matt stelt een team samen om de schat in veiligheid te stellen. |                               |               |                    |

### Tweede seizoen
| Aflevering nr. | Titel                        | Schrijver                | Nederlandse versie |
| --- | ---------------------------- | ------------------------ | ------------------ |
| 2.01 | Demolition Duel to the Death | Jack Olesker, Ray Dryden | Nee                |
| Clutch neemt met zijn sleepwagen Wildcat deel aan een demolition derby in Memphis, de grootste stad van Tennessee. Daarnaast blijken VENOM-agenten Bruno en Vanessa aan deze race mee te doen, alsmede een onbekende Rus genaamd Boris Bushkin. Omdat deze keihard de strijd aangaat met Clutch, vraagt Vanessa hem om VENOM te helpen Clutch in een hinderlaag te laten lopen. Boris gaat akkoord, maar alles loopt anders dan Vanessa had gehoopt. NB, dit is de eerste aflevering waarin Boris Bushkin en Lester Sludge voorkomen. |                              |                          |                    |
| 2.02 | Where Eagles Dare            | Jack Olesker, Ray Dryden | Nee                |
| In een racewedstrijd over de pan-Afrikaanse snelweg strijdt Matt in naam van de Peaceful Nation's Alliance tegen Miles Mayhem en zijn broer. Degene die als eerste over de finishlijn rijdt krijgt een belangrijke transportlicentie. Zowel Matt als Miles heeft mensen achter de hand om het de ander moeilijk te maken. NB, dit is de eerste aflevering waarin Nevada Rushmore, Maximus Mayhem en de Drone voorkomen. |                              |                          |                    |
| 2.03 | Homeward Bound               | Jack Olesker, Ray Dryden | Nee                |
| Als Ali in zijn geboorteland India op bezoek is wordt hij onverwachts aangevallen door Lester. Deze probeert te voorkomen dat Ali ontdekt dat VENOM zijn vroegere dorpsgenoten dwingt te helpen bij het zoeken naar een waardevolle meteoriet. Met hulp van Ace bindt Ali de strijd met Mayhem en zijn mannen aan. NB, dit is de eerste aflevering waarin Ali Bombay voorkomt. |                              |                          |                    |
| 2.04 | Battle of the Giants         | Jack Olesker, Ray Dryden | Nee                |
| In een race genaamd de Strijd der Giganten nemen MASK en VENOM het tegen elkaar op in de Australische outback om een geheime metaalformule van professor McDonald, die staal onaantastbaar maakt. Zoals te verwachten valt zijn de gebroeders Mayhem niet van plan een eerlijke strijd te voeren. Ze proberen Matt in een hinderlaag te laten lopen. |                              |                          |                    |
| 2.05 | Race Against Time            | Jack Olesker, Ray Dryden | Nee                |
| Een dodelijk nieuw virus moet worden tegengehouden. Slechts uit één zeldzame plant ter wereld kan tegengif worden gewonnen en die staat in een vijandig Afrikaans land. Brad krijgt de belangrijke opdracht deze plant te bemachtigen. De Peaceful Nation's Alliance vertelt hem dat ook VENOM achter de plant aan zit. |                              |                          |                    |
| 2.06 | Challenge of the Masters     | Jack Olesker, Ray Dryden | Nee                |
| Er is een microfilm gestolen die de toegangscodes bevat tot alle computers van de Peaceful Nation's Alliance met daarop hoogst geheime informatie over MASK. Het is de bedoeling dat de microfilm in de handen van VENOM wordt gesmokkeld via de trofee van een racewedstrijd genaamd Challenge of the Masters. MASK moet zien te voorkomen dat VENOM de race wint. |                              |                          |                    |
| 2.07 | For One Shining Moment       | Jack Olesker, Ray Dryden | Nee                |
| Maximus probeert zijn broer Miles ervan te overtuigen dat hij van VENOM een deugdzame organisatie moet maken. Hierop stelt Miles aan Matt voor om MASK en VENOM tegen elkaar te laten racen voor het goede doel. Matt vindt het een goed idee, maar zoals te verwachten valt heeft zijn oude rivaal heel andere plannen. |                              |                          |                    |
| 2.08 | High Noon                    | Jack Olesker, Ray Dryden | Nee                |
| De heren van MASK zijn een dagje uit in Wichita in de staat Kansas, waar ze op een festival deelnemen aan verschillende land-, zee- en luchtwedstrijden. VENOM is ook aanwezig en doet mee aan de races om MASK af te leiden van hun plannen om in te breken in een geheim vliegtuig-testcentrum en het ontwerp van een geavanceerde straaljager te stelen. |                              |                          |                    |
| 2.09 | The Battle for Baha          | Jack Olesker, Ray Dryden | Nee                |
| MASK doet mee aan de Battle for Baja, een race van Tijuana naar Cabo San Lucas, dwars door de woestijn. Ook de Mexicaanse presidentszoon Raúl Vega participeert met Matts racewagen Goliath I. VENOM ontvoert Vega en is van plan een grote losprijs te eisen voor zijn vrijlating. |                              |                          |                    |
| 2.10 | Cliff Hanger                 | Jack Olesker, Ray Dryden | Nee                |
| De rivaliteit tussen Vanessa Warfield en Brad Turner loopt hoog op tijdens de Mesa Verde Memorial Road Race. Nevada 'The Chief' Rushmore heeft Turner, Calhoun Burns en Ali Bombay gevraagd zijn stam te vertegenwoordigen. Vanessa, Bruno Sheppard en Floyd Malloy strijden namens VENOM tegen de stam. Ondertussen is Lester Sludge bezig met een snood plan om water te manipuleren. |                              |                          |                    |

## Tekst openingstune
De openingstune is in feite een verkorte versie van een bijna drie minuten durend muziekstuk. Alhoewel zowel Haïm Saban als Shuki Levy in de aftiteling staan vermeld als componist, heeft Levy het in zijn eentje geschreven.
Masked crusaders, working all the time
Fighting crime, fighting crime
Secret raiders who will neutralize
As soon as they arrive (at the site)
Trakker's gonna lead the mission
And Spectrum's got such super vision
M-M-M-MASK
It's the mighty power that can save the day
M-M-M-MASK
No one knows what lies behind their masquerades
M-M-M-MASK
Always riding hot on VENOM's trail
Come see the laser rays
Fire away!
Onderstaande tekst behoort wel tot de volledige compositie, maar komt niet voor in de openingstune van de tekenfilmserie.
Vicious VENOM, organizing crime
Masterminds, masterminds
Illusion is the ultimate weapon
MASK can use it right
Everytime, anytime

## Dvd's
Vooralsnog zijn er in drie verschillende talen MASK-dvd's uitgebracht.
- Engelstalig
  - Het Britse bedrijf Maximum Entertainment bracht in eerste instantie slechts één dvd met daarop de eerste vijf afleveringen uit. Enkele jaren later, in november 2007, kwam een dvd-verzamelbox met de eerste 38 afleveringen. Of uiteindelijk alle afleveringen op dvd zouden worden gezet, hing af van de verkoopcijfers van deze eerste box. De set werd uiteindelijk gecompleteerd in september 2009.
  - In november 2006 bracht het Australische distributiebedrijf Madman Entertainment deel een uit van de allereerste complete Engelstalige MASK collectie. Het tweede en laatste deel verscheen in maart 2007.
  - In de Verenigde Staten en Canada (dvd-regiocode 1) is augustus 2011 een dvd-verzamelbox op de markt gebracht met de eerste 65 afleveringen, verdeeld over 12 schijven. De laatste 10 afleveringen maken geen deel uit van deze verzamelbox, ondanks de titel van de verzamelbox M.A.S.K.: The Complete Series.
- Franstalig
  - De gehele serie is inmiddels op dvd verschenen. Alle 75 afleveringen zijn verdeeld over 24 schijven, opgesplitst in vier boxen.
- Duitstalig
  - Drie dvd-boxen zijn uitgebracht. Wegens copyrightproblemen bestaat elke box uit 24 afleveringen, in totaal zijn dat dus 72 afleveringen in plaats van 75. De ontbrekende afleveringen zijn The Star Chariot, Vanishing Point en Riddle of the Master. Met Bad Vibrations is iets vreemds aan de hand; deze aflevering is wel opgenomen in de derde box, echter alleen met toegevoegd Duits fancommentaar.
- Italiaanstalig
  - Ook in Italië staan MASK-dvd's in de planning.

## Trivia
- Begin 1985 werd Californië opgeschrikt door seriemoordenaar Richard Ramirez, die door de media "Night Stalker" werd genoemd. Hierop besloot Kenner om het voertuig Nightstalker om te dopen tot Hurricane. Doordat de productie van de tekenfilmserie destijds al in volle gang was komen beide namen voor in de tekenfilm.
- De tussen 2001 en 2007 actieve Welshe metalband Hondo Maclean was genoemd naar een van de personages uit MASK.
- Om copyrightproblemen te voorkomen bedacht Kenner Parker meerdere namen voor de personages en voertuigen en zocht uit of er geen auteursrecht op deze namen zat. Pas dan werd er een van de overgebleven namen gekozen. Andere voorstellen waren onder andere:
  - Trojan Horse voor Rhino;
  - Battledog voor Firecracker;
  - Dragonfly voor Firefly.
- Per abuis kwam de naam Dragonfly toch nog in de aflevering Plunder of Glowworm Grotto terecht.
- Nadat er in Duitsland bij Kenner Products was geklaagd over de "oorlogswapens" die bij het MASK-speelgoed zaten inbegrepen werden de voertuigen voor de Duitse markt gecensureerd. Zo werden de bommen van Thunderhawk niet meer meegeleverd en kreeg het enorme projectiel van Rhino de tekst "TV SAT" opgedrukt om hem te laten doorgaan voor een onschadelijke satelliet. Het MASK-logo werd eveneens aangepast: de schietende kanonnen werden vervangen door inactieve wapens. Voor de vierde speelgoedlijn werd het gecensureerde logo in heel Europa gebruikt, zodat Kenner geen speciaal voor Duitsland ontworpen verpakkingen meer hoefde te produceren.